# أبوسوم نبلينا الضئيل
أبوسوم نبلينا الضئيل (الاسم العلمي: Marmosops neblina) هو نوع، في جنس Marmosops ‏.